# Maddalena Campiglia
Maddalena Campiglia (ur. 1553 w Vicenzy, zm. 1595 tamże) – włoska pisarka epoki późnego cinquecenta.

## Życiorys
Była nieślubną córką rodziców o szlacheckim pochodzeniu. Zdobyła solidne wykształcenie dotyczące muzyki i literatury. W 1576 roku wyszła za mąż za miejscowego szlachcica Dionisia Colzè, z którym rozstała się po czterech latach. Powróciła do domu zmarłego ojca i związała się z tercjarzami dominikańskimi, zachowując jednak pewną niezależność. Ponieważ nie wybrała ścieżki klasztornej i żyła w separacji, jej pozycja w społeczeństwie wymykała się tradycyjnym rolom społecznym kobiet – takim jak żona czy wdowa – jednak dzięki szlacheckiemu pochodzeniu i więzom z miejscową inteligencją jej nietypowa pozycja była tolerowana przez społeczeństwo.
Po separacji skupiła się na pracy intelektualnej. Dzięki rodzinnym koneksjom poznała członków rodu Gonzagów, a jej patronami zostali Curzio Gonzaga oraz markiza Soragni Isabella Pallavicino. Campiglia obracała się w kręgach artystycznych, na dworze Gonzagów poznała m.in. poetów Muzia Manfredi i Bernardina Baldi.
W 1585 roku opublikowano jej pierwsze dzieło literackie Discorso sopra lʼAnnociatione della Beata Vergine, e la Incarnatione del S. N. Giesu Christo, które, obok twórczości Vittorii Colonny, jest jednym z pierwszych przykładów religijnej dłuższej formy prozatorskiej napisanej przez kobietę. Trzy lata później ukazał się Flori, favola boschereccia – jeden z pierwszych opublikowanych dramatów pasterskich, którego autorem była kobieta (w tym samym roku opublikowano również dramat Mirtilla Isabelli Andreini). Campiglia opublikowała go osiem lat po dramacie pasterskim Aminta Torquata Tassa, który stał się nowym archetypem dramatu. Echa Aminty można dostrzec we Flori, jednocześnie jednak Campiglia wprowadziła wyraźną żeńską perspektywę. Jest to szczególnie widoczne w głównym wątku, który opisuje głęboką miłość tytułowej nimfy Flori do innej, zmarłej nimfy. Choć na koniec Flori wiąże się z mężczyzną, wychodząc za mąż za pasterza, udaje jej się uniknąć tradycyjnego małżeństwa poprzez życie w cnocie. Dramat przyjęto pozytywnie, został również doceniony przez Tassa.
Ostatnim większym dziełem Campiglii była ekloga pastoralna Calisa. W dziele znów pojawia się postać Flori, tym razem żywiącej uczucie do Calisy, której pierwowzorem była markiza Pallavicino. Campiglia napisała również cztery wiersze w lokalnym dialekcie, które ukazały się w okolicznościowej antologii, zachowała się także jej poezja o neoplatońskim i duchowym charakterze.
W swojej twórczości Campiglia łączyła tradycję w duchu przyjętej w jej czasach zasady literackiej imitatio z elementami krytyki ograniczających stereotypów, czy ograniczeń narzuconych sztuce. Według Philiepa Bossiera, „tworzyła nową ścieżkę na granicy głęboko zakorzenionych zasad”.

## Twórczość
- 1585: Discorso sopra lʼAnnociatione della Beata Vergine, e la Incarnatione del S. N. Giesu Christo[5]
- 1588: Flori, favola boschereccia[5]
- 1589: Calisa, egloga[5]